# Angerberg
Angerberg – gmina w zachodniej Austrii, w kraju związkowym Tyrol, w powiecie Kufstein. Według Austriackiego Urzędu Statystycznego liczyła 1856 mieszkańców (1 stycznia 2015).